# ヴィトシャ山

ヴィトシャの地図

ヴィトシャ山 (ブルガリア語: Витоша)はブルガリアの首都ソフィア郊外にある山塊。ヴィトシャ山は観光客にとってはソフィアのシンボルの1つで、ハイキングや登山、スキーにも近い場所である。便利な路線バスやロープウェイなどで山には容易にアクセス出来る。ヴィトシャ山を含んだ山塊の範囲は自然公園 (en) に含まれ、良く知られた場所や多く訪れる部分が含まれている。ヴィトシャ山麓はソフィアの保養地でクニャゼボKnyazhevo地区には温泉がある。ヴィトシャはバルカン半島では一番古い自然公園である。ヴィトシャ山は火山活動とその後の花崗岩のゆっくりとした褶曲によって徐々に隆起して形作られ結果出現した。一見した所、ドーム型をしているが長さ19km幅17kmで実際は同心の浸食された台地の上下の階層で構成されている。ヴィトシャ山は4つの主立った尾根の部分に分かれており、その主尾根はツェルニ・ヴラフ（黒い峰）で知られる頂上に集まっている。黒い峰は最高地点で海抜2,290mあり、10地点あるヴィトシャ山の2,000mを超える峰の1つである。
古代以来、トラキア人の多くが常にヴィトシャを基盤に存在していた。最後の4,000年間、この大きな居住地の経済は常に何らかの形で近隣の山とつながっていた。ヴィトシャの名称は2つの峰と対の尾根の山から来ており、ソフィアにそびえ長い時をかけて現在の形になった。
測候所が1935年に頂上に設けられ、現在も運用されている。測候所はハイカーの休憩用のシャルターや山岳救助隊の本拠地としても使われている。
歴史的な文書には数世紀前にはまだヴィトシャ山は近寄りがたい「偉大なブルガリアの森」Magna Silva Bulgaricaと示していた。今日、ヴィトシャには自然の針葉樹林はブリストニスコ・ブラニステや周辺のズラトニテ・モストヴェ（黄金橋）に残っている。黄金橋の驚く事象は石の川と山腹を下る多くの角の取れた石の帯で構成されている。
素晴らしい景色はヴラダイスカ川沿いに広がり、この辺りには落葉樹と常緑樹の混合した森林が広がっている。ヴィトシャで発見された石の川はかつて氷河のモレーンであった。それらのさらなる形成は、重力と水の移動させる力によって、下流の谷に丸くなった岩とその緩やかな動きの球状の浸食を発生させる。
自然保護の考えが現在の理解から遠く離れていた当時、1934年に一部の見識のある貴族が最初のステップとして66 km²をヴィトシャ自然公園と宣言し、これゆえヴィトシャはバルカン半島では初めての自然公園となった。後年の初期のブルガリアの保護のいくつかは、ブリストニスコ・ブラニステ（10.61km²）とトルフェノ・ブラニステ（7.84km²）で範囲が定められた。自然公園の範囲は長い年月により変化し、今日ではすべての山の範囲が含まれ266.06km²である。

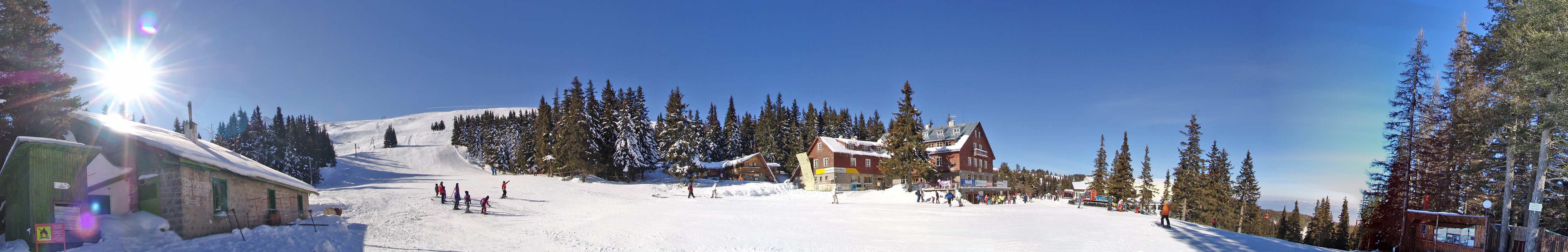
アレコ地区の山小屋

## 生態系
海抜の大きな変化から公園内では多様な気候や植物相、動物相が見られる。研究では比較的狭い山の範囲で1,500種の高山植物、500種の藻類、326種の蘚類、200種の地衣類が存在することが明らかになっている。これらのうちの31種はバルカン特有の種で、52種はブルガリアのレッドリストに含まれている。
森林は主に、オウシュウトウヒとブルガリアモミ、いくらかのマケドニアマツ、ヨーロッパアカマツ、モンタナマツと低地の混合の落葉樹、主にブナ属、カバノキ属、ヤマナラシ、ハンノキ属で構成された3つのラインなどで構成されている。草本の植物に関してはバイケイソウが良く見られ、他の種類はユリ科の植物が自生している。また、ラン科も自生している。

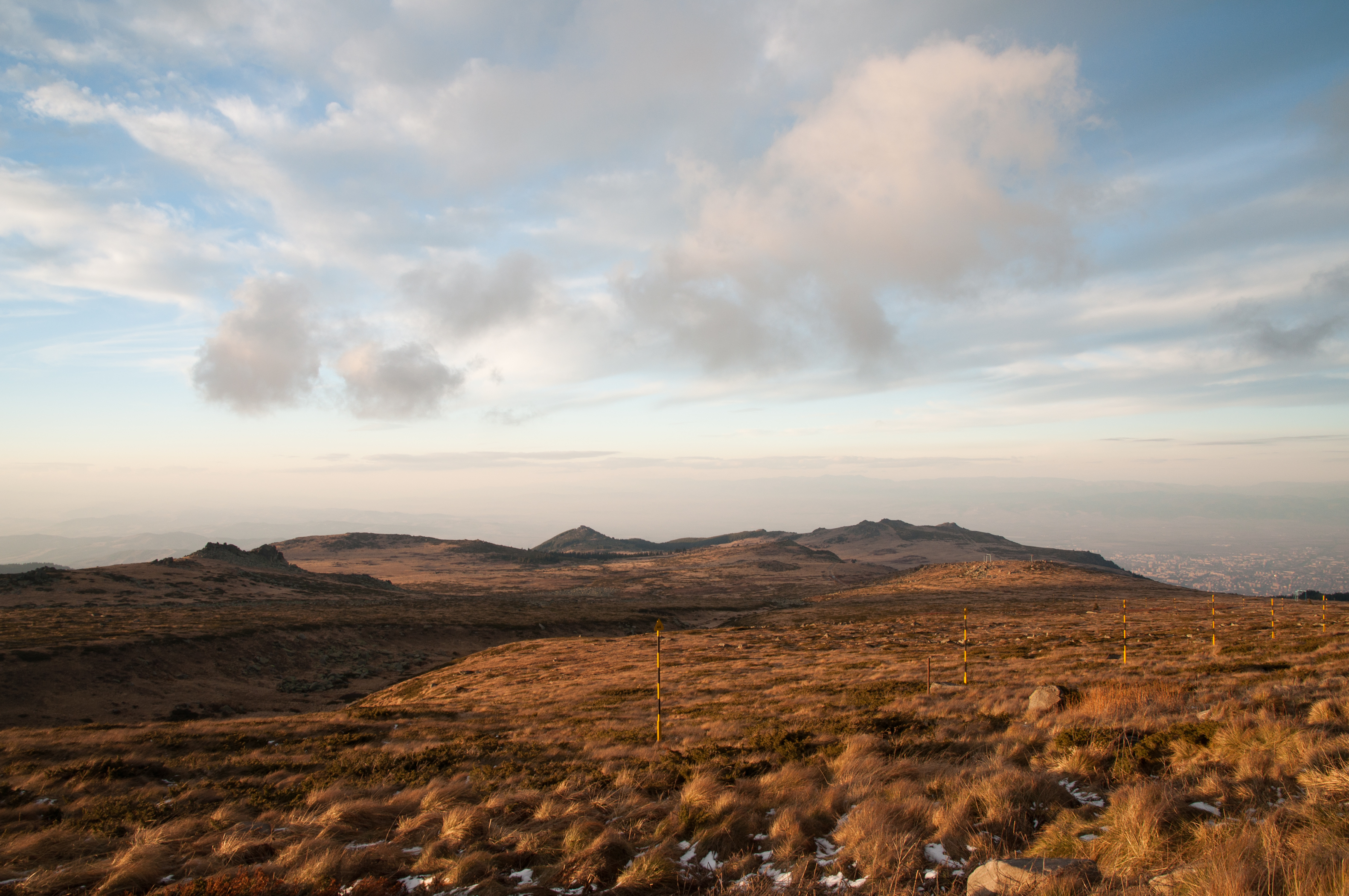
ヴィトシャ高原

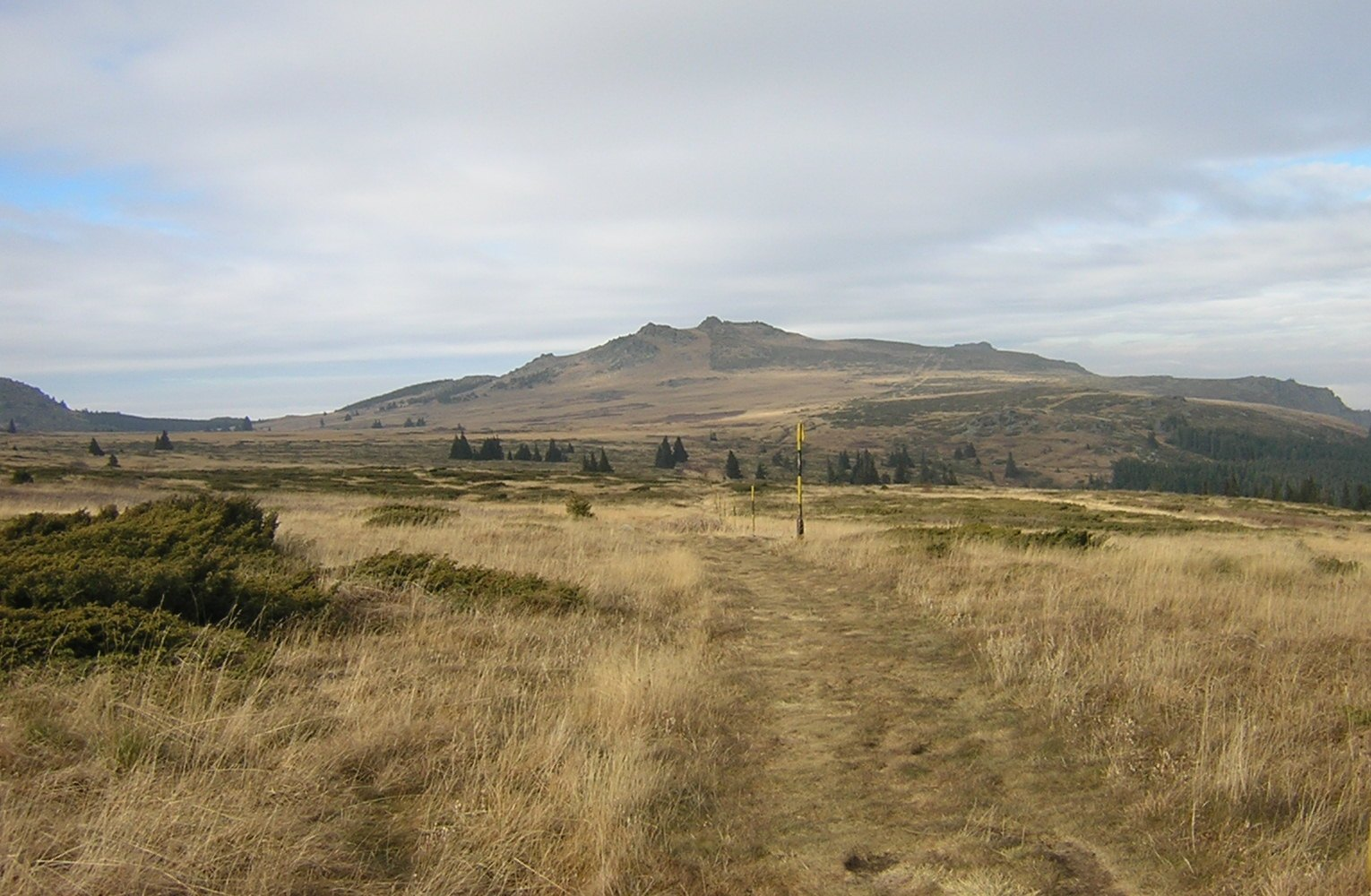
トルフェノ・ブラシュニテ、ウシテ、カメン・デル峰。

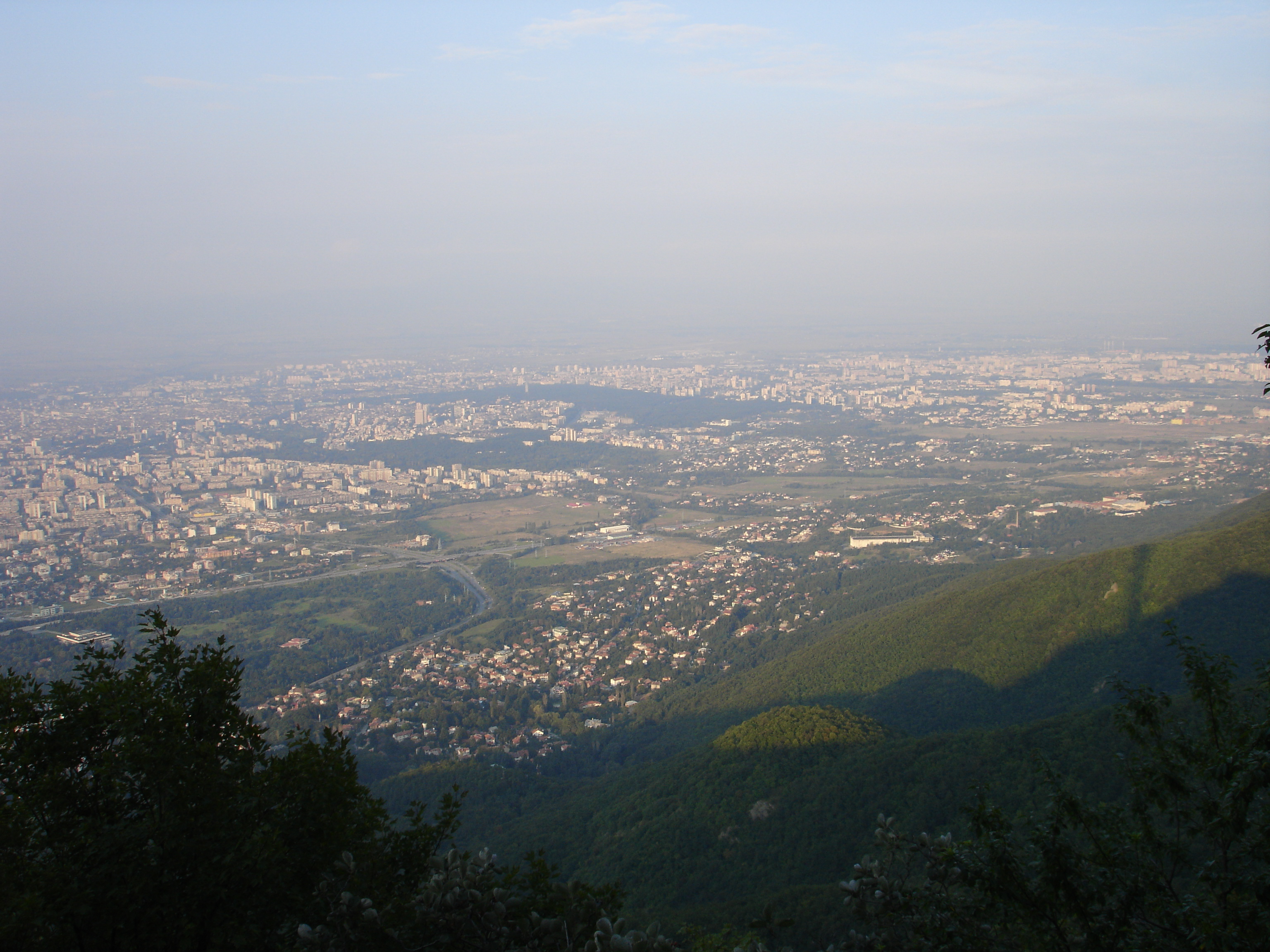
ソフィア東部からの眺め
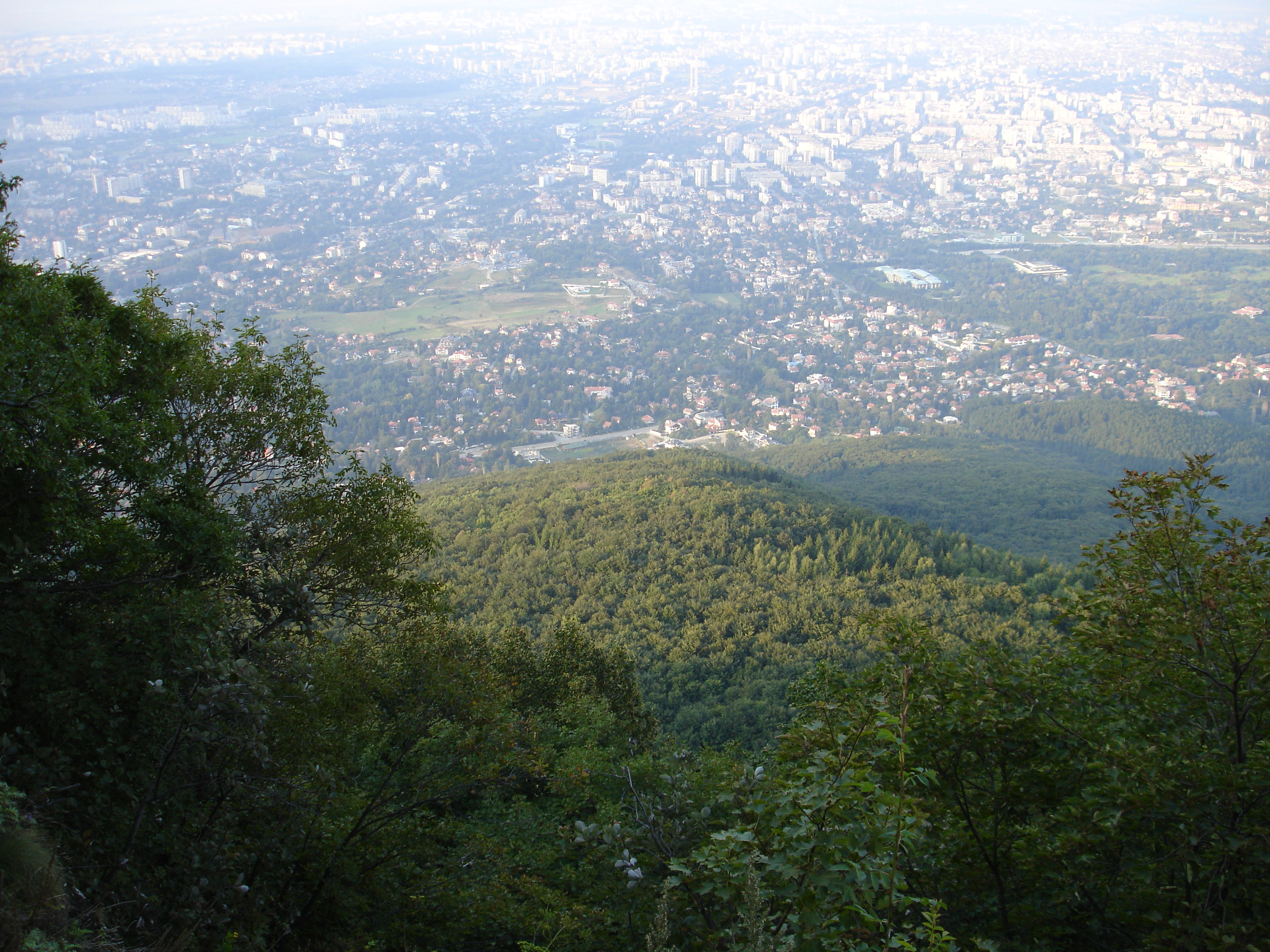
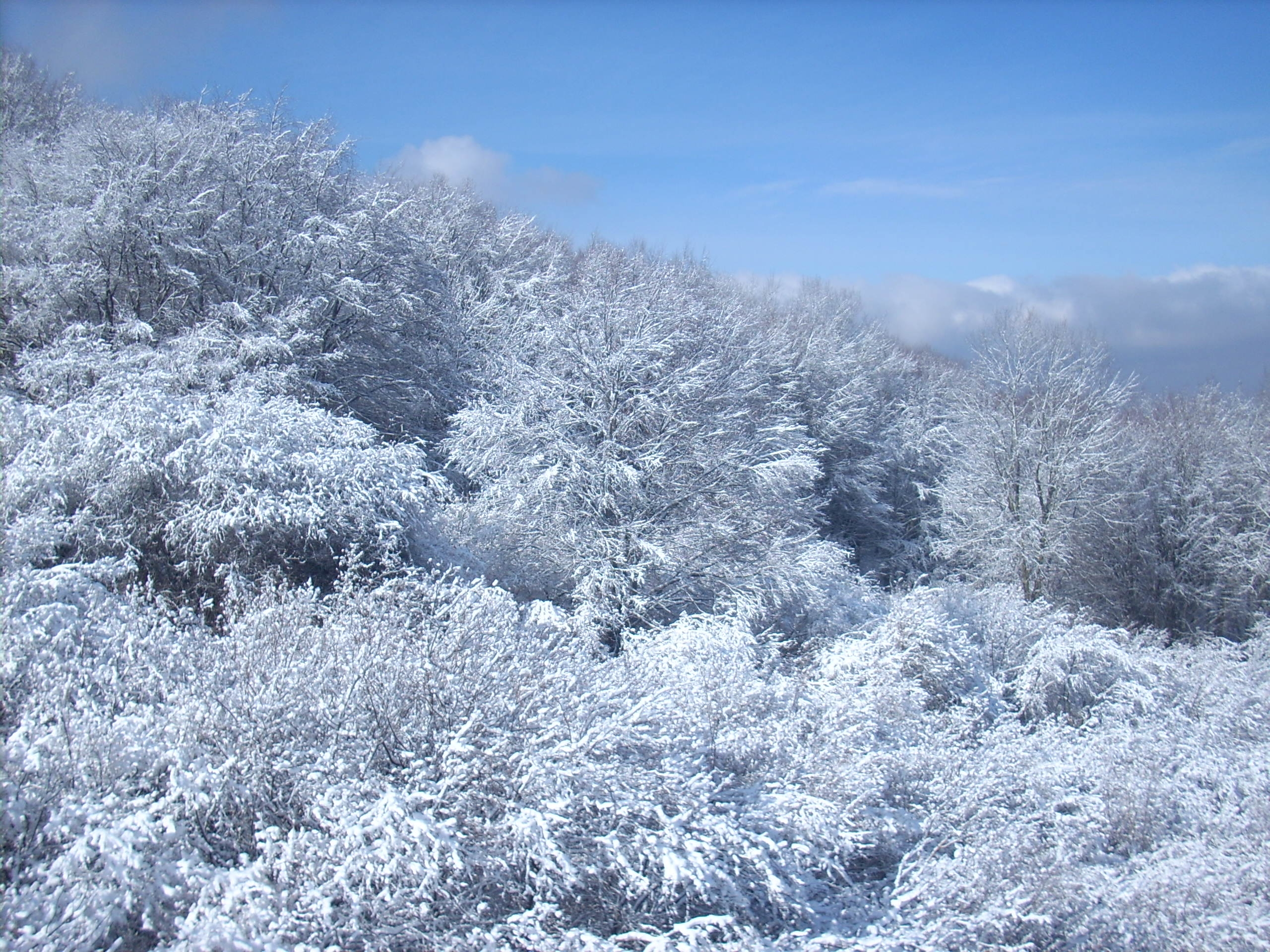
雪で覆われた2月の北側。
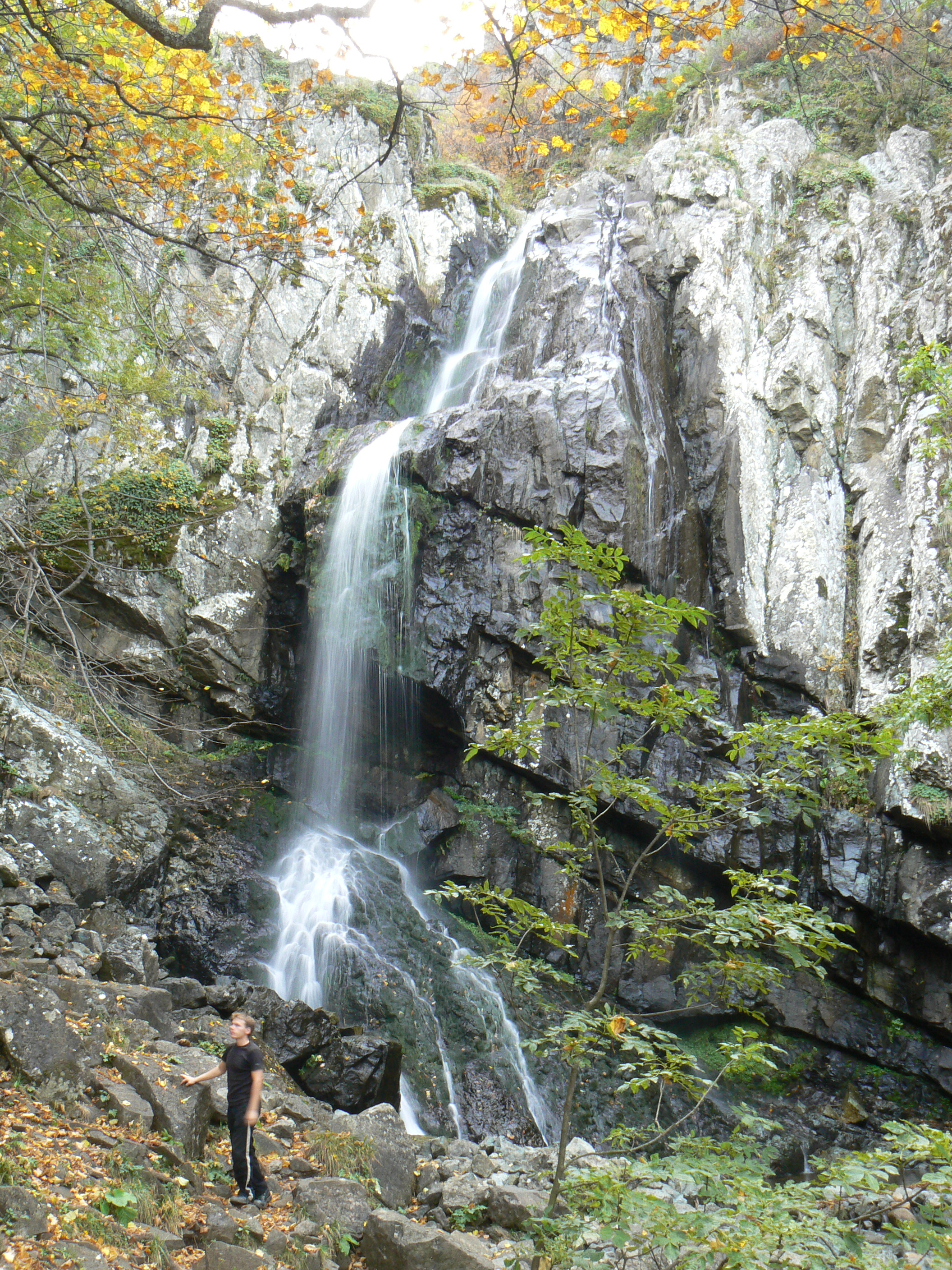

・ヴィトシャの名称が使われている例
- ラジオヴィトシャ（英語版）
- ヴィトシャ大通り（英語版） - ショップやブティック、レストランが建ち並ぶソフィアのメインストリート。